# 波季克 (米羅諾夫卡區)
49°45′44″N 31°3′15″E / 49.76222°N 31.05417°E
波季克（烏克蘭語：Потік）是位於烏克蘭北部的村莊，由基辅州奧布希夫區的米羅尼夫卡市鎮負責管轄。該村始建於十七世紀，面積57.7平方公里，海拔高度140米，2001年人口1,106，人口密度每平方公里19.2人。